# سفتی
با سختی اشتباه نشود!

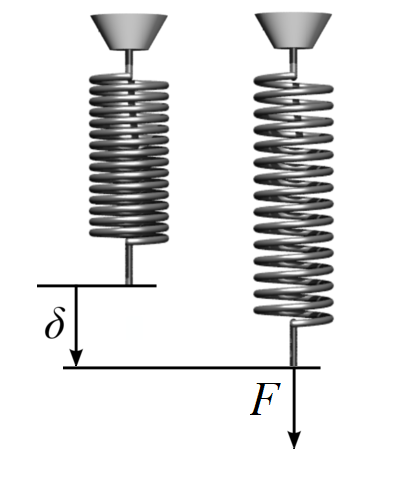
تغییر طول فنر، δ، تحت اثر نیروی محوری، F

سفتی یا صلابت (به انگلیسی: Stiffness) میزان مقاومت یک جسم به تغییر شکل در برابر یک نیرو است. می‌توان گفت هر چه یک ماده انعطاف پذیرتر باشد، سفتی کمتری دارد.
سفتی، ظرفیت یک سیستم مکانیکی به تحمل نیروهای خارجی، بدون تغییرات زیاد در هندسه آن (تغییرشکل) می‌باشد. در حالی که معمولاً استحکام مهم‌ترین معیار طراحی اجزای مکانیکی در نظر گرفته می‌شود، موارد زیادی وجود دارد که تنش‌ها در اجزا و ارتباطات آن‌ها به‌طور قابل توجهی پایین‌تر از سطح مجاز می‌باشد، و به همین دلیل ابعاد و ویژگی‌های عملکردی این سیستم‌های مکانیکی با الزامات سفتی تعیین می‌شود.
نباید سختی (Hardness)، سفتی (Stiffness) و استحکام (Strength) با یکدیگر اشتباه گرفته شده و به جای یکدیگر استفاده گردند. شناخت اختلاف و تفکیک این سه مفهوم از هم، از اصول بنیادین مهندسی مکانیک است. سفتی معیاری برای تعیین تمایل یک ماده به برگشت به شکل اول پس از تغییر شکل توسط یک نیرو می‌باشد. سختی، میزان مقاومت سطح ماده در برابر تغییر شکل دائم یا پلاستیک (غیر الاستیک) است. استحکام تعیین می‌کند که یک ماده چقدر می‌تواند تنش را قبل از تغییر شکل دائم یا شکست تحمل کند.

## محاسبه
برای یک جسم الاستیک که دارای یک درجه آزادی باشد، و در حالتی که بار فشاری یا کششی باشد، سفتی از رابطه زیر محاسبه می‌شود:
{\displaystyle k={\frac {F}{\delta }}}
که در آن
{\displaystyle F} نیروی وارد بر جسم
{\displaystyle \delta } جابجایی یا تغییر شکل جسم در اثر نیروی F می‌باشد.

## انواع سفتی‌ها بر اساس شکل بارگذاری
1. سفتی محوری: سفتی محوری میله ای به طول L وسطح مقطع A ومدول یانگ E
2. سفتی خمشی: این سفتی تنها تغییر مکانهای ناشی از خمش را در نظر می‌گیرد
3. سفتی برشی:این سفتی شامل تغییرمکانهای ناشی از برش می‌باشد. این سفتی برای سازه‌های با تغییر شکل برشی قابل ملاحظه مانند دیوار برشی
4. سفتی پیچشی: این سفتی برای المانهایی که احتمال پیچش دارند محاسبه می‌شود. میزان مقاومت یک جسم در برابر پیچش محوری، سفتی پیچشی نام دارد. یکی از مهم‌ترین اعضای پیچشی، محورهای انتقال نیرو در خودروها و دستگاه‌های صنعتی همانند میلنگ است.

## انواع سفتی‌ها بر اساس جنس مواد و دامنه بارگذاری
باید دانست که سفتی برای اعضای با رفتار ترد و نرم به صورت جداگانه محاسبه می‌گردد، در بررسی سفتی اعضای ترد، در محدوده ارتجاعی با توجه به روابط الاستیسیته سفتی عضو قابل محاسبه می‌باشد. برای اعضای نرم می‌بایست از منحنی رفتار غیرارتجاعی و روابط پلاستیسیته برای محاسبه سفتی استفاده نمود، برای سفتی خمشی از رابطه غیرخطی لنگر-انحناء، برای سفتی برشی از رابطه غیر خطی برش-تغییرمکان برشی، برای سفتی محوری از رابطه نیروی محوری-تغییرطول محوری، و برای اندرکنش نیروی محوری و لنگر خمشی نیز از رابطه تقابلی تیر و تیر-ستون‌ها استفاده می‌گردد. با توجه به موارد فوق ملاحظه می‌شود که بحث سفتی و مقاومت رابطه مستقیم با رفتار نرم یا ترد المان دارد و برای هر کدام نیز تعریفی ویژه ارائه شده‌است. درصورتیکه بحث مقاومت و سفتی در کل سازه مطرح شود (ترکیبی از المان‌های خمشی - برشی - محوری و اندرکنشی) تعاریف سفتی و مقاومت در دو حالت رفتار ارتجاعی و رفتار غیر ارتجاعی می‌بایست در نظر گرفته شود، در این حالت: سفتی: حداکثر تغییر مکانی که یک نقطه مشخصی از سازه (نقطه کنترل - مرکز جرم بام) تحت اثر نیروهای جانبی وارده در حالت ارتجاعی یا غیر ارتجاعی می‌دهد. مقاومت: حداکثر نیروی برشی که سازه موردنظر در حالت ارتجاعی یا غیر ارتجاعی می‌تواند تحمل نماید؛ بنابراین ملاحظه می‌شود که سفتی ارتجاعی و غیرارتجاعی یک سازه را همانند اعضای تشکیل دهنده آن می‌بایست به صورت کاملاً مجزا بررسی نمود، و این دو تعاریفی کاملاً مجزا از همدیگر دارند که به آن‌ها اشاره گردید.